# Liceo Manuel Barros Borgoño
El Liceo A-10 Manuel Barros Borgoño (originalmente "Liceo n.° 4 de Hombres de Santiago") es un emblemático liceo municipalizado. El Liceo Manuel Barros Borgoño es una institución de carácter pública y gratuita de la educación secundaria chilena, que está bajo la administración de la Municipalidad de Santiago. Se encuentra ubicado en la calle San Diego (Santiago centro), cerca de las estaciones de metro Rondizzoni y Franklin en pleno barrio Franklin, con una superficie construida de 4.890 m². Además el establecimiento está acreditado por el SNED (Sistema Nacional de Evaluación del Desempeño), lo que significa que está reconocido como un liceo de excelencia académica por el periodo 2014-2015, además de estar reconocido por el MINEDUC como liceo tradicional. En 2016 y 2017 ocupó el 10.º lugar por el promedio PSU entre los liceos emblemáticos. A partir del proceso de admisión del año 2015, este liceo pasa a ser el primer emblemático en no poseer un proceso de selección para su ingreso. El Liceo Manuel Barros Borgoño es el liceo más grande.

## Historia

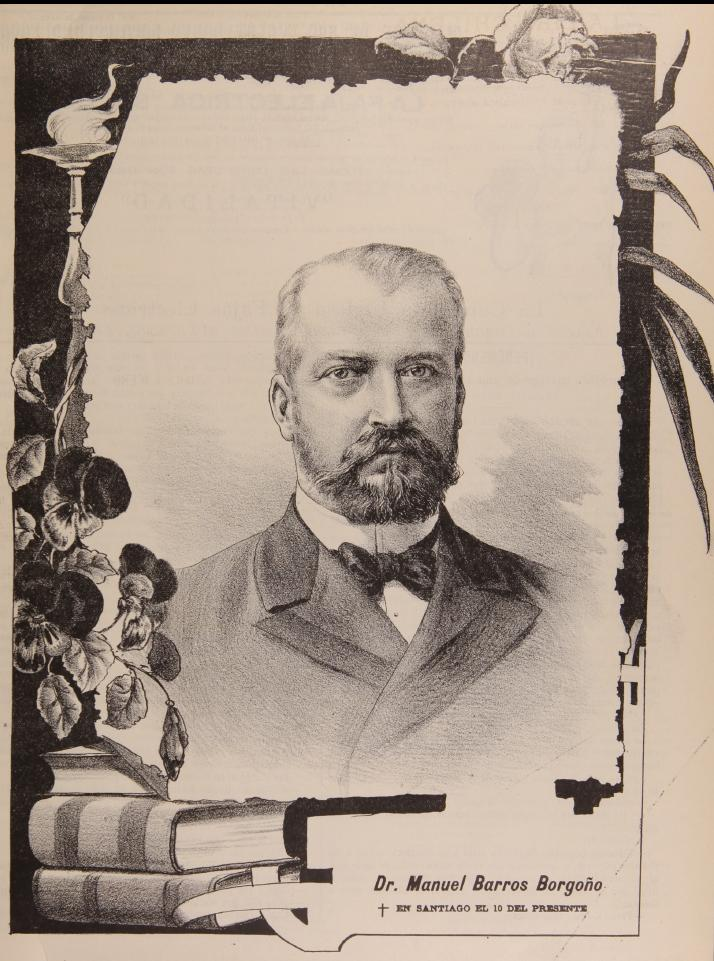
Dibujo de Manuel Barros Borgoño publicado en la revista literaria "La Lira chilena", informando de su fallecimiento

### Orígenes
Este establecimiento educacional nació a comienzos del siglo XX, el 22 de enero de 1902, bajo la administración del presidente Germán Riesco Errázuriz, el cual fue fundado por el doctor Manuel Barros Borgoño, quien en ese entonces se desempeñaba como Rector de la Universidad de Chile. El liceo fue ubicado originalmente en calle San Francisco 1150 y su primer rector fue el abogado Luis Aurelio Pinochet Badilla, quien el 31 de marzo de 1903, solicitó que el liceo llevara el nombre de su fundador, quien había muerto recientemente, lo cual fue autorizado el 2 de mayo de 1903 mediante el decreto N.º 2403.
Dentro del inicial cuerpo docente destaca la figura de Pedro Aguirre Cerda y del poeta Ernesto Guzmán. Pedro Aguirre posteriormente sería Presidente de la República entre 1938 y 1942, y al asumir el cargo realizaría su primera visita oficial al liceo, estableciendo así su lema de gobierno, “Gobernar es Educar”. Guzmán, en tanto, fue un destacado poeta y ensayista miembro de “Los Diez”, una famosa hermandad de intelectuales nacida en 1916, y en 1928 se convirtió en el rector del establecimiento. Durante su breve administración de menos de un año, destaca el traslado del establecimiento a su actual ubicación el 26 de enero de 1929 y la composición del actual himno del colegio.

### La diversificación del contingente estudiantil
Las décadas del treinta y el cuarenta se caracterizaron por la llegada de nuevos grupos estudiantiles al Manuel Barros Borgoño. Tras el cambio de local, el alumnado Barros Borgoñino se diversificó integrando, por una parte a los hijos de militares, avecindados en las cercanías del Parque Cousiño, y por otra, a inmigrantes que huían de la Segunda Guerra Mundial, principalmente judíos y europeos orientales. Respecto de este segundo grupo, es importante destacar que la población de inmigrantes abarcaba una amplia gama de nacionalidades. No es difícil entonces, encontrar estudiantes polacos, turcos, rusos e italianos en los libros de clases de estos decenios. En el caso particular de los judíos, la mayoría de ellos se estableció en el Barrio Matadero, pujante área comercial que se presentó como un lugar apto para instalarse. Las nuevas generaciones de hebreos necesitaron, entonces, de un lugar donde estudiar, y el Barros Borgoño, un establecimiento laico y de excelencia se transformó en la opción lógica. Así, apellidos como Friedman, Melnick, Blum, Stein, y otros, se hicieron comunes en las nóminas de estudiantes de finales de los treinta y la totalidad de los años cuarenta.

### Docentes
La excelencia docente fue una cualidad reconocida por todos los estamentos de la comunidad educativa. Asimismo, la población estudiantil de la época se caracterizaba por su confraternidad, por lo que es posible sostener que a partir de entonces se comenzó a afianzar el sentimiento de familia borgoñina, que hasta ese momento, era llamada barrosborgoñina. La integración estudiantil llegó a tal punto que en 1947 se creó el primer Gobierno Estudiantil, equivalente al actual Centro de Estudiantes.

### La Edad de Oro Borgoñina y el Cincuentenario
En la década de 1950, la comunidad borgoñina se caracterizó por contar con destacados profesionales de la educación que hasta el día de hoy resuenan en la historia de Chile y en el extranjero. Muchos de estos docentes hicieron clases desde la década de los cuarenta, pero la gran conjunción de profesores destacados ocurrió en los cincuenta. Es menester hacer mención a Francisco Frías Valenzuela y Néstor Meza Villalobos, ambos historiadores, y a Rafael Coronel, poeta ecuatoriano, que juntos realzaron aún más la calidad académica en el Barros Borgoño.

### Prestigio
Institucionalmente, el liceo ya contaba con gran prestigio y estaba, tal como ahora, a la par con los principales establecimientos educacionales del país. Precisamente, un elemento que ayudó a posicionar al Barros Borgoño en las grandes ligas, fue el resultado de las primeras Pruebas de Aptitud Académica (PAA) tomadas en el liceo, que reflejaron la calidad de la educación impartida. Hoy en día, el liceo es considerado uno de los establecimientos emblemáticos de la educación pública de Chile.

### La polarización política
En los convulsionados años setenta, la polarización política también se evidenció en las aulas borgoñinas. Las disputas entre estudiantes de derechas e izquierdas eran tan habituales que entorpecían el normal desarrollo de las actividades académicas. En el aspecto netamente ideológico, la mayoría del alumnado tenía una inclinación falangista, de manera, que los enfrentamientos, a pesar de generar problemas de funcionamiento, no terminaban en enfrentamientos muy masivos. La inestabilidad, eso sí, provocó serias represalias por parte de la administración de Leopoldo Meneses, quien el año 1972 determinó la suspensión de la totalidad de los alumnos de determinados cursos y la cancelación de la ceremonia de graduación. En ese mismo año, el liceo se encontró con una generación mixta por primera vez en su historia, experimento que no resultó del todo satisfactorio y llevó a don Ernesto Carrasco a restablecer el sistema de liceo para varones en 1976. 

### Dictadura militar
Con el Golpe de Estado de 1973 y las profundas transformaciones venideras, el Barros Borgoño vivió importantes cambios, acompañado de una represión política a los disientes de la Junta Militar. En septiembre de dicho año, el estudiante borgoñino Jorge Muñoz de 18 años fue detenido por una patrulla de uniformados y posteriormente hecho desaparecer, encontrándose en calidad de Detenido Desaparecido hasta julio del año 2014, fecha en que el Servicio Médico Legal logró realizar la identificación de sus restos como una de las víctimas inhumadas ilegalmente del Patio 29 del Cementerio General. 
En la década de 1970 llegaría el destacado director Óscar Mery a la administración del Liceo. Durante la gestión del señor Mery, el liceo se caracterizó por tener un clima institucional muy agradable, lo que permitió la existencia de una red de camaradería que fomentaba la existencia de la mística barros borgoñiña. Es en esta época, cuando comenzó a surgir dentro del liceo la oposición organizada de los estudiantes frente a la dictadura militar, respondiendo a las reacciones sociales surgidas a nivel nacional tras las consecuencias dejadas por la grave crisis económica de 1982.
En 1982, el liceo fue escenario de la telenovela De cara al mañana, la primera de corte juvenil en la historia de la televisión chilena. La serie de televisión, en la que el establecimiento apareció como un liceo mixto, fue producida por Fernando Alarcón y Eduardo Ravani, antiguos alumnos del establecimiento. 
Tras el terremoto del 3 de marzo de 1985 que azotó a la ciudad de Santiago, el liceo quedó con graves daños estructurales, por lo cual los alumnos fueron trasladados a un edificio de calle Tocornal, mientras el edificio fue reconstruido. 
En 1986 el liceo pasó por el proceso de "municipalización" de la educación, llevado a cabo por el régimen del dictador Augusto Pinochet, en donde la administración de la educación pública que en ese entonces estaba a cargo del Estado, era relegada a las municipalidades de las respectivas ubicaciones de los establecimientos, proceso el cual no tardaría en encontrar oposición por parte del liceo, efecto por el cual hubo un centenar de profesores despedidos y una gran cantidad de alumnos detenidos..

### Años 2000
El año 2006 fue parte de la revolución pinguina, destacando el dirigente estudiantil Maximiliano Mellado. 
El 6 de febrero de 2006, el edificio del Liceo Manuel Barros Borgoño fue declarado monumento nacional. ***** no es exacto. Es declarado Inmueble de Conservación Histórica por la Comuna de Santiago. 
DECRETO N.º 7 (2006)
Número de Decreto: 7
Fecha de Dictación: miércoles, 4 de enero de 2006
Tipo Decreto: Decreto Exento
Declárese Monumento Nacional en la categoría de Monumento Histórico los "bienes muebles" que indica, pertenecientes al Liceo Manuel Barros Borgoño (...)
El año 2010, un nuevo terremoto en la capital, provocaría que el edificio de San Diego volviera a sufrir daños extremos, a tal punto de que su alumnado tuvo que ser trasladado de ubicación, y coincidentemente al mismo edificio de calle Tocornal de aquel 1985. A partir del año 2015 el Liceo Manuel Barros Borgoño pasa a ser el primer liceo emblemático de Chile en eliminar la selección de alumnos para su ingreso.

## Deporte
Dentro del perfil deportivo de las instituciones educativas de Santiago, especialmente de las escuelas emblemáticas como lo son el Liceo Barros Borgoño, los deportes mayormente practicados siempre han sido el fútbol, el básquetbol, el voleibol entre otros. Dentro de los deportes que se realizan en el Liceo, el vóleibol, básquetbol y el fútbol son los que más han destacado en los últimos años, obteniendo importantes logros en distintos campeonatos escolares. Además, se han realizado varios campeonatos de orden de los deportes de habilidad como lo han sido los campeonatos de ajedrez y conocimiento, en los cuales ha existido amplia participación de estudiantes del Liceo.

## Himno
Caminito sonoro, Liceo

a conquista mayor por ti vamos;

levadura de hostias seremos

y latido de ensueño sagrado.

Caminito sonoro de pasos

agitados en ansias de rumbos,

mano abierta tendida al milagro,

claridad de semilla en el surco.

Ala Nueva, enarcada de ensayo

fuente clara del agua vertida.

Ala nueva, enarcada de ensayo

del empuje abrigado en su cuenco

voz en busca de un timbre más claro

y un futuro lenguaje más bueno.

Del que exprese el amor de la espiga

toda larga de flor y de grano

y la blanca emoción de la harina

y la masa en los panes cristianos.

Ala nueva, enarcada de ensayo

fuente clara del agua vertida.

Fuente clara del agua vertida

a ser ritmo encendido en la sangre

a poder ser visión y pupila

y a labores de huella y de cauce.

Letra de Ernesto Guzmán, y música de Julio Guerra.

## Teleserie "De cara al mañana"
Esta teleserie tuvo el mérito de ser la primera teleserie chilena en hacer protagonistas a los escolares. El guion giraba en torno a las desventuras del grupo de alumnos del Cuarto Medio "C" del Liceo Barros Borgoño de Santiago, cuya directora era Beatriz Bañados (Silvia Piñeiro). Entre los alumnos del curso destacaba Claudio Castañeda (Alfredo Castro) quien sufría los conflictos de no amar a su joven polola y mantenía una relación oculta con Marcela (Patricia Maldonado) bastante mayor que él y cuya relación amorosa con el padre de Claudio, Pedro (Sergio Aguirre) estaba deteriorada y ella salía a escondidas con Claudio sin que Pedro supiera que su hijo tenía una relación con su ex.